# Чемпионат России по хоккею с шайбой 2001/2002 (составы)
Составы команд чемпионата России по хоккею с шайбой 2001/02.
Указано гражданство хоккеистов, не являвшихся гражданами России, Беларуси, Казахстана, Украины (согласно eliteprospects.com).

### 1. «Локомотив»
Вратари: Андрей Малков, Егор Подомацкий.
Защитники: Алексей Амелин, Александр Баркунов, Алексей Васильев, Илья Горохов, Денис Гребешков, Александр Гуськов, Андрей Есипов, Сергей Жуков, Дмитрий Красоткин, Юрий Б. Кузнецов, Артём Марьямс, Андрей Соболев, Михаил Чернов,  Мартин Штрбак.
Нападающие: Владимир Антипов, Александр Ардашев, Антон Бут, Вячеслав Буцаев, Дмитрий Власенков, Павел Воробьёв, Андрей Коваленко, Сергей Королёв, Артём Крюков, Виталий Литвиненко,  Дэвид Немировски, Иван Непряев,  Ян Петерек, Константин Руденко, Владимир Самылин, Александр Скугарев, Александр Суглобов, Александр Татаринов, Иван Ткаченко, Вадим Шахрайчук.
Главный тренер: Владимир Вуйтек.

### 2. «Ак Барс»
Вратари: Андрей Царёв, Дмитрий Ячанов.
Защитники: Дмитрий Балмин, Дмитрий Быков, Евгений Варламов, Дмитрий Ерофеев, Александр Ждан, Александр Завьялов, Игорь Князев, Виталий Прошкин, Денис Соколов, Ремир Хайдаров.
Нападающие:  Ян Бенда, Альберт Вишняков, Алмаз Гарифуллин, Ильнур Гизатуллин, Кирилл Голубев,  Йозеф Данё, Юрий Добрышкин, Руслан Зайнуллин, Данис Зарипов, Сергей Золотов, Дмитрий Квартальнов, Константин Кольцов, Эдуард Кудерметов,  Патрик Мартинец, Андрей Никитенко, Михаил Сарматин, Алексей Тертышный, Александр Трофимов, Евгений Фёдоров, Владимир Цыплаков, Алексей Чупин.
Главный тренер: Юрий Моисеев.

### 3. «Металлург» Магнитогорск
Вратари: Игорь Карпенко, Сергей Кузнецов, Денис Хлопотнов.
Защитники: Сергей Воронов, Вадим Гловацкий, Ян Голубовский, Олег Давыдов, Игорь Земляной, Сергей Климентьев, Алексей Литвиненко, Валерий Никулин, Иван Сидоров, Андрей Соколов, Александр Сычёв, Алексей Шорохов.
Нападающие: Евгений Гладских, Александр Гольц, Равиль Гусманов, Алексей Зоткин, Алексей Кайгородов, Алексей Калюжный, Валерий Карпов, Сергей Климович, Александр Корешков, Евгений Корешков, Андрей Кудинов, Юрий В. Кузнецов, Егор Михайлов, Сергей Осипов, Сергей Пискунов, Дмитрий Субботин, Евгений Хацей.
Главный тренер: Валерий Белоусов.
Покинули команду.

## 4. «Авангард»
- Вр Александр Вьюхин
- Вр  Ярослав Камеш
- Зщ Руслан Батыршин
- Зщ Олег Вевчеренко
- Зщ  Дион Дарлинг
- Зщ Кирилл Кольцов
- Зщ Александр Короболин
- Зщ Андрей Кручинин
- Зщ Игорь Никитин
- Зщ Юрий Панов
- Зщ Валерий Покровский
- Зщ Дмитрий Рябыкин
- Зщ Сергей Тертышный
- Зщ Евгений Цыбук
- Зщ Станислав Шальнов
- Зщ Олег Шаргородский
- Нп Константин Баранов
- Нп Илья Горбушин
- Нп Алексей Горшков
- Нп Дмитрий Затонский
- Нп  Дан Кеса
- Нп Алексей Кознев
- Нп  Павел Патера
- Нп Александр Пережогин
- Нп Александр Попов
- Нп Александр Прокопьев
- Нп  Мартин Прохазка
- Нп Рамиль Сайфуллин
- Нп Андрей Самохвалов
- Нп Александр Свитов
- Нп Андрей Субботин
- Нп Максим Сушинский
- Нп Александр Харитонов
- Нп Артём Чернов
- Нп Станислав Чистов
- Нп Егор Шастин
- Главный тренер: Геннадий Цыгуров

## «Лада»
- Вр Максим Михайловский
- Вр  Майк Фаунтин
- Зщ Михаил Баландин
- Зщ Владислав Бульин
- Зщ Олег Н. Волков
- Зщ Максим Галанов
- Зщ  Ян Гранач
- Зщ Денис Ежов
- Зщ Павел Комаров
- Зщ Максим Кондратьев
- Зщ Владимир Маленьких
- Зщ Евгений Наместников
- Зщ Артур Октябрев
- Зщ Александр Селуянов
- Зщ Сергей Тертышный
- Зщ Олег Хмыль
- Нп Алексей Акифьев
- Нп Денис Афиногенов
- Нп Константин Баранов
- Нп Олег Белкин
- Нп Александр Бойков
- Нп Павел Бойченко
- Нп Артём Воробьев
- Нп Артём Востриков
- Нп Роман Горев
- Нп Игорь Григоренко
- Нп Дмитрий Казионов
- Нп Виталий Литвиненко
- Нп  Игор Маески
- Нп Денис Метлюк
- Нп Александр Нестеров
- Нп Андрей Петрунин
- Нп Сергей Севостьянов
- Нп Михаил Севостьянов
- Нп Андрей Скабелка
- Нп Руслан Хасаншин
- Нп Александр Чагодаев
- Нп Вадим Шарифьянов
- Главный тренер: Пётр Воробьёв

## «Северсталь
- Вр Максим Соколов
- Вр Виктор Чистов
- Зщ Владимир Антипин
- Зщ Максим Галанов
- Зщ Сергей Гусев
- Зщ Андрей Евстафьев
- Зщ  Виктор Игнатьев
- Зщ Владимир Крамской
- Зщ Алексей Кривченков
- Зщ Евгений Петрочинин
- Зщ Олег Романов
- Зщ Игорь Самойлов
- Зщ Андрей Сапожников
- Зщ Василий Турковский
- Зщ Игорь Щадилов
- Нп Олег Антоненко
- Нп Сергей Бердников
- Нп Максим Бец
- Нп Олег Болтунов
- Нп Игорь Варицкий
- Нп Сергей Гомоляко
- Нп Дмитрий Денисов
- Нп Вадим Епанчинцев
- Нп Дмитрий Кириленко
- Нп Владислав Лучкин
- Нп Раиль Муфтиев
- Нп Игорь Никулин
- Нп Сергей Петренко
- Нп Андрей Пчеляков
- Нп Андрей Расолько
- Нп Павел Торгаев
- Нп Юрий Трубачёв
- Нп Василий Чистоклетов
- Нп Вадим Шарифьянов
- Нп Андрей Шефер
- Главный тренер: Сергей Михалёв

## «Динамо» Москва
- Вр Алексей Егоров
- Вр Виталий Еремеев
- Вр Михаил Шталенков
- Зщ Сергей Вышедкевич
- Зщ Евгений Грибко
- Зщ Марат Давыдов
- Зщ Роман Золотов
- Зщ Сергей Зуборев
- Зщ Андрей Козырев
- Зщ Илья Никулин
- Зщ Олег Ореховский
- Зщ Андрей Скопинцев
- Зщ Алексей Трощинский
- Зщ Александр В. Юдин
- Нп Михаил Иванов
- Нп Валерий Карпов
- Нп Денис Карцев
- Нп Александр Кувалдин
- Нп Алексей Кудашов
- Нп Евгений Лапин
- Нп Игорь Мирнов
- Нп Алексей Михнов
- Нп  Александр Ниживий
- Нп Александр Овечкин
- Нп Андрей Разин
- Нп Александр Савченков
- Нп Дмитрий Сафонов
- Нп Дмитрий Семенов
- Нп Дмитрий Старостенко
- Нп Александр Степанов
- Нп Алексей Терещенко
- Нп Равиль Якубов
- Главный тренер: Владимир Семёнов, Андрей Пятанов (25 января по 4 февраля), Зинэтула Билялетдинов.

## «Крылья Советов»
- Вр Олег Глебов
- Вр Борис Тортунов
- Зщ Руслан Батыршин
- Зщ Вадим Брезгунов
- Зщ Антон Волченков
- Зщ Александр Гришин
- Зщ Денис Денисов
- Зщ Александр Журик
- Зщ Николай Игнатов
- Зщ Константин Корнеев
- Зщ Владимир Логинов
- Зщ Михаил Любушин
- Зщ Ильдар Юбин
- Нп Кирилл Голубев
- Нп Виктор Гордиюк
- Нп Владимир Завьялов
- Нп Игорь Зеленчев
- Нп Андрей Кузьмин
- Нп Александр Матвийчук
- Нп Алексей Мурзин
- Нп Максим Осипов
- Нп Алексей Подалинский
- Нп Андрей Поснов
- Нп Николай Ружейников
- Нп Роман Сальников
- Нп Сергей Соин
- Нп Дмитрий Тепляков
- Нп Александр Фролов II
- Нп Ринат Хасанов
- Нп Дмитрий Шандуров
- Нп Игорь Шевцов
- Нп  Марек Ясс
- Главный тренер: Сергей Котов

## 9. «Салават Юлаев»
- Вр Алексей Волков
- Вр Евгений Кононов
- Вр Сергей Ткаченко
- Зщ Артём Анисимов
- Зщ Михаил Баландин
- Зщ Сергей Кагайкин
- Зщ Рустем Камалетдинов
- Зщ Владимир Крамской
- Зщ  Петр Кратки
- Зщ Роман Кухтинов
- Зщ Владислав Макаров
- Зщ Владислав Озолин
- Зщ Николай Цулыгин
- Зщ Андрей Яханов
- Нп Руслан Ахмадуллин
- Нп Александр Бутурлин
- Нп Игорь Волков
- Нп Алик Гареев
- Нп Виктор Гордиюк
- Нп Константин Горовиков
- Нп Николай Заварухин
- Нп Константин Калмыков
- Нп Виталий Карамнов
- Нп  Радослав Кропач
- Нп Валентин Морозов
- Нп Раиль Муфтиев
- Нп Максим Рыбин
- Нп Александр Семак
- Нп Андрей Сидякин
- Нп Андрей Скабелка
- Нп Максим Спиридонов
- Нп Денис Хлыстов
- Нп Сергей Шаламай
- Нп Максим Шарифьянов
- Нп Александр Шинкарь
- Нп Сергей Шиханов
- Главный тренер: Сергей Николаев

## 10. «Амур»
- Вр  Стив Плуфф
- Вр Олег Филимонов
- Зщ Александр Баркунов
- Зщ Олег Горбенко
- Зщ Вадим Гусев
- Зщ Максим Гусев
- Зщ Михаил Доника
- Зщ Сергей Кагайкин
- Зщ Сергей Комаров
- Зщ  Джонатан Коулмен
- Зщ Евгений Кузьмин
- Зщ Артём Марьямс
- Зщ Андрей Наумов
- Зщ Михаил Переяслов
- Зщ Алексей Плотников
- Зщ Сергей Симонов
- Зщ Дмитрий Шулаков
- Нп Вадим Аверкин
- Нп Игорь Андрющенко
- Нп Алексей Бадюков
- Нп Руслан Берников
- Нп Дмитрий Максимов
- Нп Андрей Миронов
- Нп Эльдар Нажмутдинов
- Нп Олег Науменко
- Нп Вадим Покотило
- Нп Борис Проценко
- Нп  Игорь Ратай
- Нп  Роман Стантиен
- Нп Дмитрий Тарасов
- Нп Александр Татаринов
- Нп  Шейн Топоровски
- Нп Анатолий Устюгов
- Нп Дмитрий Учайкин
- Нп Александр Филиппов
- Нп Алексей Юдников
- Главный тренер: Михаил Варнаков

## 11. «Спартак»
- Вр Андрей Медведев
- Вр Константин Симчук
- Вр Владимир Тихомиров
- Зщ Максим Васючков
- Зщ Андрей Заболотнев
- Зщ Леонид Канарейкин
- Зщ Игорь Князев
- Зщ Алексей Комаров
- Зщ Владимир Корсунов
- Зщ Степан Мохов
- Зщ Сергей Решетников
- Зщ Владимир Тюриков
- Зщ Михаил Чернов
- Зщ Евгений Шалдыбин
- Нп Павел Агарков
- Нп Сергей Арекаев
- Нп Игорь Болдин
- Нп Михаил Волков
- Нп Дмитрий Гоголев
- Нп Сергей Зиновьев
- Нп Дмитрий Клевакин
- Нп Алексей Колкунов
- Нп Константин Кольцов
- Нп Николай Копытин
- Нп Сергей Палкин
- Нп Александр Плющев
- Нп Богдан Савенко
- Нп Дмитрий Семин
- Нп Алексей Ткачук
- Нп Дмитрий Уппер
- Нп Ренат Хайретдинов
- Главный тренер: Николай Соловьёв, Фёдор Канарейкин (с 19 марта).

## 12. «Металлург» Новокузнецк
- Вр Михаил Емельянов
- Вр  Игор Мурин
- Вр Сергей Шабанов
- Зщ Артём Аргоков
- Зщ Дмитрий Дубровский
- Зщ Андрей Дылевский
- Зщ Сергей Еркович
- Зщ Алексей Коледаев
- Зщ Олег Леонтьев
- Зщ Евгений Миньков
- Зщ Дмитрий Пархоменко
- Зщ Алексей Пепеляев
- Зщ Евгений Пупков
- Зщ Евгений Штайгер
- Зщ Сергей Ясаков
- Нп Алексей Алексеев
- Нп Владислав Брызгалов
- Нп Алексей Булатов
- Нп Сергей Демьяновский
- Нп Павел Десятков
- Нп Сергей Жеребцов
- Нп Валентин Копылов
- Нп Алексей Красавин
- Нп Владимир Кречин
- Нп Евгений Курилин
- Нп Николай Курочкин
- Нп Сергей Кутявин
- Нп Владислав Лантратов
- Нп  Алексей Ложкин
- Нп Евгений Макаров
- Нп Сергей Москалев
- Нп Дмитрий Набоков
- Нп Сергей Нечаев
- Нп Игорь Николаев
- Нп Дмитрий Панков
- Нп Станислав Пиневский
- Нп Андрей Самохвалов
- Нп Денис Тюрин
- Главный тренер: Андрей Сидоренко

## 13. «Нефтехимик»
- Вр  Пэррис Даффус
- Вр Сергей Звягин
- Вр Денис Франскевич
- Вр Дмитрий Хомутов
- Зщ Николай Воеводин
- Зщ  Кристофер Ковени
- Зщ Владимир Копать
- Зщ Андрей Кручинин
- Зщ Леонид Лабзов
- Зщ Виталий Люткевич
- Зщ Константин Маслюков
- Зщ Кирилл Степанов
- Зщ Дмитрий Стулов
- Зщ Денис Тимофеев
- Зщ Александр Титов
- Зщ Александр Л. Юдин
- Зщ Рафаэль Якубов
- Нп Евгений Ахметов
- Нп Роман Баранов
- Нп Николай Бардин
- Нп Дмитрий Безруков
- Нп Александр Бобкин
- Нп Алексей Вахрушев
- Нп Ильнур Гизатуллин
- Нп Александр Гулявцев
- Нп Юрий Дьяченко
- Нп Айрат Кадейкин
- Нп Ринат Касьянов
- Нп Константин Михайлов
- Нп Евгений Муратов
- Нп Михаил Сарматин
- Нп Дмитрий Сергеев
- Нп Василий Смирнов
- Нп Виталий Смольянинов
- Нп Сергей Храмов
- Нп Андрей Царев
- Главный тренер: Владимир Крикунов

## 14. «Мечел»
- Вр Александр Ерёменко
- Вр Андрей Зуев
- Вр Альберт Ширгазиев
- Зщ Марат Аскаров
- Зщ Владимир Гапонов
- Зщ Василий Дубровин
- Зщ Андрей Лопатин
- Зщ Михаил Парамонов
- Зщ Валерий Покровский
- Зщ Иван Савин
- Зщ Александр Сазонов
- Зщ Константин Сидулов
- Зщ Дмитрий Стерлигов
- Зщ Александр Сычев
- Зщ Игорь Хацей
- Зщ Евгений Цыбук
- Зщ Алексей Чикалин
- Нп Валерий Андреев
- Нп Андрей Баландин
- Нп Константин Баранов
- Нп Матвей Белоусов
- Нп Антон Бородкин
- Нп Сергей Бровин
- Нп Игорь Варицкий
- Нп Александр Василевский
- Нп Евгений Галкин
- Нп Александр Глазков
- Нп Илья Головченко
- Нп Валерий Завьялов
- Нп Дмитрий Калачев
- Нп Виктор Калачик
- Нп Андрей Ковшевный
- Нп Денис Козырев
- Нп  Иван Логинов ← СКА, → «Торпедо»
- Нп Кирилл Макаров
- Нп Константин Перегудов
- Нп Алексей Петров
- Нп Артём Плетнев
- Нп Сергей Соломатов
- Нп Константин Татаринцев
- Нп Сергей Трифонов
- Нп Евгений Хацей
- Нп Вячеслав Чистяков
- Нп Сергей Шитковский
- Нп Максим Якуценя
- Главный тренер: Николай Макаров

## 15. «Молот-Прикамье»
- Вр Алексей Ивашкин
- Вр Виталий Коваль
- Вр Евгений Рябчиков
- Вр Дмитрий Хомутов
- Зщ Виталий Атюшов
- Зщ Максим Варжинский
- Зщ Вадим Галкин
- Зщ Роман Горбунов
- Зщ Евгений Кузьмин
- Зщ  Родриго Лавиньш
- Зщ Евгений Лемешевский
- Зщ Владислав Отмахов
- Зщ Антон Пономарев
- Зщ  Олег Сорокин
- Зщ Мурат Стержанов
- Зщ Дмитрий Филимонов
- Нп Александр Агеев
- Нп Сергей Вереникин
- Нп Сергей Голиков
- Нп Владимир Грачёв
- Нп Владислав Громов
- Нп Сергей Губанов
- Нп Павел Дума
- Нп Григорий Ковтун
- Нп Алексей Косоуров
- Нп Вячеслав Курочкин
- Нп  Андрей Макров
- Нп Андрей Максименко
- Нп Олег Савчук
- Нп Михаил Солдатов
- Нп Дмитрий Спирин
- Нп Лев Трифонов
- Нп Валерий Хлебников
- Нп Дмитрий Чумаченко
- Главный тренер: Александр Голиков

## 16. СКА
- Вр Сергей Белов
- Вр Валерий Иванников
- Вр Сергей Николаев
- Зщ Владимир Алексушин
- Зщ Алексей Данилов
- Зщ Вячеслав Завальнюк
- Зщ Андрей Козырев
- Зщ Владимир Копать
- Зщ Владислав Корнеев
- Зщ Николай Сырцов
- Зщ Владимир Тарасов
- Зщ Евгений Филинов
- Зщ Андрей Шефер
- Зщ Станислав Языков
- Зщ Сергей Якимович
- Нп Игорь Бахмутов
- Нп Константин Богдановский
- Нп Олег Болтунов
- Нп Андрей Галушкин
- Нп Игорь Ефимов
- Нп Андрей Иванов
- Нп Дмитрий Левинский
- Нп  Иван Логинов → «Мечел»
- Нп Михаил Меркулов
- Нп Дмитрий Михайлов
- Нп Игорь Никулин
- Нп Руслан Нуртдинов
- Нп  Петер Нюландер
- Нп Михаил Паньшин
- Нп Евгений Полозов
- Нп Асхат Рахматуллин
- Нп Руслан Ревякин
- Нп  Рогер Росен
- Нп Артём Рыбин
- Нп Андрей Рычагов
- Нп Алексей Цветков
- Нп Александр Шинкарь
- Нп Андрей Шурупов
- Главный тренер: Рафаил Ишматов

## 17. ЦСКА
- Вр Константин Безбородов
- Вр Алексей Егоров
- Вр Олег Ромашко
- Вр Алексей Щебланов
- Зщ Сергей Бутко
- Зщ Илья Бякин
- Зщ Максим Великов
- Зщ  Сергей Вышегородцев
- Зщ Алексей Денискин
- Зщ Виталий Дрындин
- Зщ Дмитрий Евдокимов
- Зщ Сергей Зимаков
- Зщ Роман Золотов
- Зщ Дмитрий Кокорев
- Зщ Максим Линник
- Зщ Олег Полковников
- Зщ Раиль Розаков
- Зщ Сергей Сёмин
- Зщ Сергей Тихонов
- Зщ Павел Траханов
- Зщ Дмитрий Турунтаев
- Зщ Станислав Языков
- Нп Сергей Акимов
- Нп Михаил Белобрагин
- Нп Василий Бизяев
- Нп Александр Дроздецкий
- Нп Владимир Завьялов
- Нп Дмитрий Исаев
- Нп Алексей Колкунов
- Нп Алексей Крутов
- Нп Алексей Купреенков
- Нп Юрий Леонов
- Нп Валентин Морозов
- Нп Максим Орлов
- Нп Владимир Поздняков
- Нп Владимир Репнев
- Нп Дмитрий Романов
- Нп Станислав Романов
- Нп Артём Рыбин
- Нп Геннадий Савилов
- Нп Олег Смирнов
- Нп Алексей Смирнов
- Нп Роман Сухоруков
- Нп Владимир Терехов
- Нп Владимир Уваров
- Нп Михаил Фадеев
- Нп Андрей Царегородцев
- Нп Алексей Черников
- Главный тренер: Владимир Крутов, Ирек Гимаев (с 8 декабря).

## 18. «Торпедо»
- Вр Сергей Фадеев
- Вр Михаил Шукаев
- Зщ Олег В. Волков
- Зщ Анвар Гатиятулин
- Зщ Олег Гущин
- Зщ Андрей Есипов
- Зщ Олег Наместников
- Зщ Виталий Новопашин
- Зщ Сергей Паклин
- Зщ Андрей Поддякон
- Зщ Денис Тюляпкин
- Зщ Дмитрий Храмченко
- Зщ Андрей Шарапов
- Нп Дмитрий Алтарев
- Нп Андрей Анисимов
- Нп Владимир Валов
- Нп Альберт Вишняков
- Нп Алексей Воробьев
- Нп Артём Гниденко
- Нп Сергей Губанов
- Нп Геннадий Егоров
- Нп Эдуард Занковец
- Нп Алексей Иванов
- Нп Дмитрий Игошин
- Нп Сергей Колюбакин
- Нп  Иван Логинов ← «Мечел»
- Нп Роман Малов
- Нп Максим Овчинников
- Нп Максим Потапов
- Нп Максим Савосин
- Нп Дмитрий Саразов
- Нп Антон Старовойт
- Нп Александр Трофимов
- Нп Александр Фролов I
- Главный тренер: Юрий Фёдоров, Игорь Аверкин (с 3 декабря)